# Бой-Лейк (тауншип, Миннесота)
Бой-Лейк (англ. Boy Lake) — тауншип в округе Касс, Миннесота, США. На 2000 год его население составило 132 человека.

## География
По данным Бюро переписи населения США площадь тауншипа составляет 94,1 км², из которых 71,5 км² занимает суша, а 22,6 км² — вода (24,01 %).

## Демография
По данным переписи населения 2000 года здесь проживало 132 человека, 58 домохозяйств и 36 семей. Плотность населения —  1,8 чел./км². На территории тауншипа расположено 204 постройки со средней плотностью 2,9 построек на один квадратный километр. Расовый состав населения: 81,82 % белых, 0,76 % афроамериканцев, 6,82 % коренных американцев, 0,76 % азиатов и 9,85 % приходится на две или более других рас. Испанцы или латиноамериканцы любой расы составляли 1,52 % от популяции тауншипа.
Из 58 домохозяйств в 19,0 % воспитывались дети до 18 лет, в 53,4 % проживали супружеские пары, в 6,9 % проживали незамужние женщины и в 37,9 % домохозяйств проживали несемейные люди. 29,3 % домохозяйств состояли из одного человека, при том 20,7 % из — одиноких пожилых людей старше 65 лет. Средний размер домохозяйства — 2,28, а семьи — 2,81 человека.
16,7 % населения — младше 18 лет, 4,5 % — в возрасте от 18 до 24 лет, 22,7 % — от 25 до 44, 29,5 % — от 45 до 64, и 26,5 % — старше 65 лет. Средний возраст — 48 лет. На каждые 100 женщин приходилось 116,4 мужчин. На каждые 100 женщин старше 18 приходилось 115,7 мужчин.
Средний годовой доход домохозяйства составлял 37 500 долларов, а средний годовой доход семьи —  36 250 долларов. Средний доход мужчин —  34 583  доллара, в то время как у женщин — 21 250. Доход на душу населения составил 20 070 долларов. За чертой бедности находились 27,8 % семей и 26,7 % всего населения тауншипа, из которых 68,8 % младше 18 и 6,7 % старше 65 лет.